# Neocompsa santarensis
Neocompsa santarensis är en skalbaggsart som beskrevs av Martins och Maria Helena M. Galileo 1998. Neocompsa santarensis ingår i släktet Neocompsa och familjen långhorningar. Inga underarter finns listade i Catalogue of Life.